# McNeil (Arkansas)
McNeil – miasto w Stanach Zjednoczonych, w stanie Arkansas, w hrabstwie Columbia.